# Metagonia bonaldoi
Metagonia bonaldoi là một loài nhện trong họ Pholcidae. Loài này được phát hiện ở Brasil.